# Castletroy
Castletroy (irl.: Caladh an Treoigh) – przedmieście Limerick (w odległości ok. 5 km od centrum) w zachodniej części Irlandii. W roku 2006 liczba mieszkańców wynosiła 10 601.
W Castletroy znajduje się University of Limerick.